# Kittery (Maine)
Kittery é uma cidade  localizada no estado americano de Maine, no Condado de York.

## Demografia
Segundo o censo americano de 2000, a sua população era de 9543 habitantes.

## Localidades na vizinhança
O diagrama seguinte representa as localidades num raio de 16 km ao redor de Kittery.